# Hoplomachie
Die Hoplomachie (altgriechisch ὁπλομαχία hoplomachia „Kampf mit schweren Waffen“, übertragen auch „Taktik“, „Kriegskunst“) war ein Fechtsport mit Lanze und Schwert im hellenistischen Griechenland. Sie wurde vor allem von Jugendlichen an Gymnasien betrieben, gehörte zur paramilitärischen Ausbildung der Jugendlichen und war Teil öffentlicher Sportwettbewerbe. Die Römer entwickelten daraus den Gladiator, welchen sie als Hoplomachus bezeichneten.